# Den detroniserade prinsen
Den detroniserade prinsen (spanska: El príncipe destronado) är en roman från 1973 av den spanske författaren Miguel Delibes. Den utspelar sig under en dag 1963 i ett välbärgat hem, och följer den treårige sonen, som måste konkurrera med sin lillasyster om den övriga familjens uppmärksamhet. Boken gavs ut på svenska 2013 i översättning av Djordje Zarkovic och Eva M. Ålander.

## Mottagande
Benny Holmberg recenserade boken i Tidningen Kulturen 2013: "Familjepyramiden är en klassisk beskrivning av hur barnen i en större syskonskara blir placerade i rangordning av föräldrarna vad gäller omsorg, tillsyn och uppmärksamhet. Miguel Delibes Den detroniserade prinsen är en åskådlig dramatisering av problematiken, därtill en mycket underhållande sådan. ... Romanen ger också en inblick i den spanska vardagen 1963 i en socialt välnärd familj. ... Miguel Delibes skriver med humor men döljer inte de svåraste frågorna."